# جمال توکتاش
جمال توکتاش (انگلیسی: Cemal Toktaş؛ زادهٔ ۱۴ ژانویهٔ ۱۹۸۳) بازیگر اهل ترکیه است. وی از سال ۲۰۰۳ میلادی تاکنون مشغول فعالیت بوده‌است.